# Bärandeordning för svenska ordnar och medaljer
Bärandeordningen för svenska ordnar och medaljer är ordnad i tolv grupper från A till L. Inom varje grupp guld före silver, silver före brons. I vissa fall är järn den högsta valören.

## Bärandeordningen

### Officiella utmärkelser

#### B. Krigsdekorationer
1. Riddare med stora korset av Svärdsorden
2. Medaljen För tapperhet i fält
3. Medaljen För tapperhet till sjöss
4. Svärdsordens krigskors
5. Försvarsmaktens förtjänstmedalj med svärd (vid bärande till Försvarsmaktens uniformer[2])
6. Försvarsmaktens medalj för sårade i strid (vid bärande till Försvarsmaktens uniformer[2])

#### C. Kungliga minnestecken
1. Gustaf V:s jubileumsminnestecken II
2. Gustav VI Adolfs minnesmedalj
3. Carl XVI Gustafs jubileumsminnestecken III
4. Carl XVI Gustafs jubileumsminnestecken II
5. Carl XVI Gustafs jubileumsminnestecken
6. Minnesmedalj med anledning av H.K.H. Kronprinsessan Victorias och herr Daniel Westlings bröllop
7. Minnestecken till åminnelse av Konung Gustaf V

#### D. I hovprotokollet förlänade kungliga medaljer
1. Serafimermedaljen
2. H.M. Konungens medalj
3. Litteris et Artibus
4. Prins Eugen-medaljen
5. Prins Carl-medaljen

#### E. De kungliga riddarordnarna
1. Tjänstetecken för verksam vid Kungl. Maj:ts Orden
2. Svärdsorden
3. Nordstjärneorden
4. Vasaorden
5. Carl XIII:s orden

#### F. Ordensmedaljer
1. Serafimermedaljen (tilldelad före 1975)
2. Svärdsmedaljen
3. Nordstjärnemedaljen
4. Vasamedaljen

#### G. Av regeringen utdelade kungliga medaljer
1. Illis quorum meruere labores
2. Sui memores alios fecere merendo
3. För medborgerlig förtjänst
4. För berömliga gärningar
5. För omsorgsfull renvård
6. För mod och rådighet till sjöss under farofylld tid

#### H. I hovprotokollet förlänade medaljer (av engångskaraktär)
1. H.M. Konungens medalj med anledning av Amerikas Förenta Staters 200-årsjubileum

### Halvofficiella utmärkelser

#### J. Halvofficiell riddarorden
1. Johanniterorden i Sverige

#### K. Halvofficiella medaljer
Flertalet med kungens bild och kunglig krona.